# Девід Сміт
Девід Сміт (англ. David Smith, нар. 15 травня 1985, Лос-Анджелес, Каліфорнія, США) — американський волейболіст, центральний блокувальник, бронзовий призер Олімпійських ігор 2016 року. Гравець польського клубу ЗАКСА.

## Життєпис
Капітан національної команди під час розіграшу волейбольної Ліги Націй 2022, де у фіналі американці поступилися французам на чолі з Андреа Джані 2:3.

### Виступи на Олімпіадах
| Олімпіада           | Дисципліна | Місце |
| ------------------- | ---------- | ----- |
| Лондон 2012         | волейбол   | 5     |
| Ріо-де-Жанейро 2016 | волейбол   | 3     |

### Досягнення
Клубні
- Переможець Ліги Чемпіонів: 2021, 2022, 2023
- Чемпіон Польщі 2022
- Володар Кубка Польщі 2022, 2023